# 香取神社 (東京都北区)
香取神社（かとりじんじゃ）は東京都北区赤羽西にある神社。旧地名を冠して稲付香取神社（いなつけかとりじんじゃ）とも称される。
現在は北方近隣にある赤羽八幡神社の兼務社となっている。

## 概要
創建年代は不明であるが、奥殿の中にある朱塗りの本殿は、かつて上野東照宮の内陣だったものを徳川家光の霊夢により、当社に移したものといわれており、その頃には既に存在していたものと推測される。稲付村の鎮守であった。
門前には、「小林先生頌功之碑」と呼ばれる筆子塚がある。
また境内には、7個の力石が置かれている。軽いもので約71kg、重いものだと約206kgあるという。

## 交通アクセス
- 赤羽駅より徒歩9分。